# Alberto Pérez Pérez
Alberto Pérez Pérez (Montevideo, 15 de junio de 1937-Montevideo, 2 de septiembre de 2017) fue un abogado, activista por los derechos humanos, experto en Derecho Constitucional y docente uruguayo. Fue Decano de la Facultad de Derecho de la Universidad de la República. Se desempeñó como Juez de la Corte Interamericana de Derechos Humanos.

## Carrera académica
Se graduó como Abogado con honores de la Facultad de Derecho de la Universidad de la República en 1960. Tres años más tarde, se graduó con calificación A+ del Programa de Orientación para Abogados Internacionales en la Universidad Metodista del Sur, en el estado de Texas, Estados Unidos. En 1964 consiguió el Master of Comparative Law, con calificación A, en la Universidad de Columbia.
Inició su carrera docente en la Facultad de Derecho de la Universidad de la República siendo un estudiante, en 1962 en la cátedra de Derecho Constitucional y en la de Derecho Internacional Público. Desde 1970 se desempeñó como Profesor Titular de Derecho Constitucional, tras la aprobación de su tesis en 1969. 
En 1994 se creó en la Facultad la Cátedra de Derechos Humanos y se incorporó como docente Titular de la materia, cargo que desempeñó hasta su muerte.
Fue elegido Decano de la Facultad de Derecho de la Universidad de la República en 1973, pero fue rápidamente destituido al devenir la dictadura militar y la posterior intervención de la Universidad. Retomó su cargo de Decano en 1984 y extendió su duración hasta 1985, siendo sustituido por Adolfo Gelsi Bidart. 
En las elecciones de 2002 fue elegido por los estudiantes para desempeñar nuevamente el cargo de Decano. Sin embargo, la Corriente Gremial Universitaria usando su mayoría numérica decidió no respetar la voluntad estudiantil y tras una controvertida Asamblea del Claustro nombraron Decano al Dr. Alejandro Abal Oliú por 18 votos contra 17.
Desde 1996 hasta su muerte se desempeñó como Director del Instituto de Derecho Constitucional y desde 2005 como Director de Derechos Humanos, siendo Profesor Grado 5° en ambas materias.
Se desempeñó como Investigador Contratado en Derecho Constitucional, Profesor ad honorem de Historia Social General y profesor asociado ad honorem de Ciencia Política en la Universidad de Buenos Aires.
A su vez entre 1982 y 1985 fue profesor de Derecho Latinoamericano en la Universidad de Columbia en Nueva York.

## Funciones nacionales e internacionales
Desde 1965 fue Asesor Jurídico de la Universidad de la República, y desde 1971 Jefe de la misma.
Entre 1977 y 1985 fue funcionario de la Organización de las Naciones Unidas, culminando su carrera en la institución como Jefe de la Dependencia de Revisión Administrativa y representante del Secretario General ante la Junta Mixta de Apelación y el Comité Mixto de Disciplina. Renunció a su cargo una vez que retornó la democracia al Uruguay, para volver de su exilio en Estados Unidos.
Entre 1987 y 1989 integró la Comisión Nacional Pro Referéndum, constituida para revocar la "Ley de Caducidad de la Pretensión Punitiva del Estado", promulgada en diciembre de 1986 para impedir el juzgamiento de los crímenes cometidos durante la dictadura militar en su país (1973-1985). Desempeñó dentro de esa Comisión la Secretaría de Organización para Montevideo.
Fue Consultor de la Organización Internacional del Trabajo sobre denuncias de violaciones de la libertad sindical en Colombia en 2000 y en 2004 en Ginebra.
Durante el período de 1990 y 1995, fue designado como director general del Departamento Jurídico de la Intendencia Municipal de Montevideo, cargo de confianza del entonces intendente Tabaré Vázquez.
En 2006 se desempeñó como consejero de la República Oriental del Uruguay ante la Corte Internacional de Justicia, por el Conflicto entre Argentina y Uruguay por plantas de celulosa.
A partir de 2010 se desempeñó como Juez de la Corte Interamericana de Derechos Humanos de la Organización de Estados Americanos.